# Naufragio di Roccella Ionica
Il naufragio di Roccella Ionica è avvenuto la notte tra il 16 e il 17 giugno 2024 nel Mar Ionio, in acque internazionali a 120 miglia nautiche dalle coste della Calabria.  A soccorrere per primi i naufraghi è stata una nave francese.
L'imbarcazione era partita il 10 giugno da Bodrum in Turchia con a bordo 67 persone. Di queste se ne sono salvate solo 12 tra cui una donna poi deceduta prima di arrivare a terra. In totale sono morte 56 persone. Inoltre la Guardia costiera italiana avrebbe apparentemente ignorato la richiesta di soccorso da parte di Alarm Phone intervenendo soltanto il giorno seguente. Il governo italiano è stato accusato di non aver soccorso i migranti e di non aver fatto diffondere la notizia del naufragio. Nel ottobre 2024 il programma televisivo italiano Report in un suo servizio ha documentato l'accaduto.